# Гільдеґард Нойманн
Гільдеґард Нойманн (нім. Hildegard Neumann; 4 травня 1919, Чехословаччина — 5 травня 2011, США) — старша наглядачка в концтаборах Равенсбрюк та Терезієнштадт.

## Біографія
Гільдеґард Нойманн розпочала свою службу в концентраційному таборі Равенсбрюк у жовтні 1944, ставши одразу обер-наглядачкою. Унаслідок хорошої роботи її перевели в концтабір Терезієнштадт керівником всіх наглядачок табору. Красуня Гільдеґард, за відгуками ув'язнених, була жорстокою і нещадною по відношенню до них.
Вона контролювала від 10 до 30 жінок-поліцейських і понад 20'000 жінок ув'язнених єврейської національності. Нойманн також сприяла депортації з Терезієнштадту більш ніж 40'000 жінок і дітей в табори смерті Аушвіц і Берген-Бельзен, де більшість з них були вбиті. За оцінками дослідників, більш ніж 100 000 євреїв були депортовані з табору Терезієнштадт і були вбиті або померли в Аушвіці і Берген-Бельзені, ще 55 000 загинули в самому Терезієнштадті.
Нойманн покинула табір в травні 1945 і не понесла кримінальної відповідальності за військові злочини. Подальша доля невідома.